# Оливковый луциан
Оливковый луциан, или африканский красный луциан (лат. Lutjanus agennes), — вид лучепёрых рыб из семейства луциановых. Распространены в прибрежных водах восточной части Атлантического океана. Максимальная длина тела 139 см.

## Описание
Тело относительно высокое, покрыто ктеноидной чешуёй. В боковой линии 43—48 чешуй. На спине над боковой линией проходит 4 ряда чешуй (в районе середины жёсткой части спинного плавника); чешуйки расположены параллельно боковой линии. На щеках 5—6 рядов чешуй. Голова заострённая; верхний профиль лба слегла угловатый. Преорбитальная кость широкая. Задний край верхней челюсти доходит до вертикали, проходящей через середину глаза. Зубы на сошнике в форме треугольника, иногда с медианным выступом в задней части. На первой жаберной дуге 21 жаберная тычинка, из них 13 на нижней части (включая рудиментарные). В спинном плавнике 10 жёстких и 13—14 мягких лучей. В анальном плавнике 3 жёстких и 8 мягких лучей. У взрослых особей окончания грудных плавников не достигают анального отверстия. Хвостовой плавник усечённый или немного выемчатый.
Спина и верхняя часть тела окрашены в красновато-коричневый цвет (иногда до тускло-оранжевого). По бокам цвет постепенно меняется до беловатого на нижней части тела и брюхе. Окончания брюшных плавников чёрные. На щеках нет голубых линий. У молоди по бокам тела проходят 6—8 вертикальных рядов мелких белых точек или узких полосок.
Максимальная длина тела 139 см, обычно до 50 см; максимальная масса тела 60 кг.

## Ареал и места обитания
Распространены в прибрежных водах восточной части Атлантического океана от Сенегала до Анголы, включая острова Зелёного мыса. Обитают над коралловыми и скалистыми рифами на глубине до 80 м. Заходят в солоноватоводные лагуны и устья рек. Питаются рыбой и ракообразными. В нерестовый период образуют большие скопления в открытых водах.